# Leptosphaeria stratiotis
Leptosphaeria stratiotis är en svampart som beskrevs av Oudem. 1902. Leptosphaeria stratiotis ingår i släktet Leptosphaeria och familjen Leptosphaeriaceae.   Inga underarter finns listade i Catalogue of Life.